# تفشي الكوليرا في اليمن (2016–2022)
بدأت فاشية الكوليرا في اليمن في أكتوبر 2016، واستمرت حتى نوفمبر 2021. وصلت الفاشية إلى ذروتها عام 2017 مع تسجيل أكثر من 2000 حالة وفاة في ذلك العام وحده. أُبلغ حتى تاريخ نوفمبر 2021 عن أكثر من 2.5 مليون حالة، وأكثر من 4000 وفاة، أمر اعتبرته الأمم المتحدة أسوأ أزمة إنسانية في العالم وقتها. على أي حال، قلّ تفشي المرض بنسبة كبيرة بحلول عام 2021، مع تنفيذ برنامج تطعيم ناجح وتسجيل 5676 حالة مشتبهة فقط وحالتي وفاة بين 1 يناير و6 مارس 2021.
مر 16 شهرًا قبل بدء برنامج اللقاحات الفموية، ما زاد العرضة للإصابة بالأمراض المنقولة بالمياه قبل النزاع. تفاقمت الفاشية نتيجة الحرب الأهلية المستمرة والتدخل بقيادة السعودية في اليمن ضد جماعة الحوثي منذ مارس 2015. دمرت الغارات الجوية البنية التحتية للمستشفيات، وتأثرت إمدادات المياه والصرف الصحي في اليمن جراء الصراع المستمر. توقفت الحكومة اليمنية عن تمويل خدمات الصحة العامة في 2016؛ لم يحصل عمال الصرف الصحي على رواتبهم من الحكومة، ما أدى إلى تراكم القمامة، إضافة إلى فرار عمال الرعاية الصحية من البلاد أو حرمانهم من رواتبهم.
صرح المديرون التنفيذيون لليونيسيف ومنظمة الصحة العالمية بأن «تفشي الكوليرا المميت نتيجة مباشرة لعامين من الصراع العنيف. زاد انتشار المرض بسبب انهيار أنظمة الصحة والمياه والصرف الصحي؛ انهيار منع حصول 14.5 مليون شخص على المياه النظيفة والصرف الصحي بصورة منتظمة. أدى ارتفاع معدلات سوء التغذية إلى إضعاف صحة الأطفال وجعلهم أكثر عرضة للإصابة بالأمراض. يقدر أن 30,000 عاملًا من العاملين الصحيين المحليين المتفانين الذين يلعبون الدور الأكبر في إنهاء هذه الفاشية لم يتلقوا رواتبهم منذ عشرة أشهر تقريبًا».

## الخلفية
بلغ عدد سكان اليمن 25 مليونًا عام 2017، مع تقسيمه جغرافيًا إلى 22 محافظة.
بدأ صراع الحرب الأهلية اليمنية المستمر عام 2015 بين فصيلين: الحكومة اليمنية المعترف بها دوليًا بقيادة عبد ربه منصور هادي، وجماعة الحوثي المسلحة، إلى جانب أنصارها وحلفائها. يدعي كلاهما تمثيله الحكومة اليمنية الرسمية. اشتبكت قوات الحوثي المسيطرة على العاصمة صنعاء والمتحالفة مع القوات الموالية للرئيس السابق علي عبد الله صالح مع القوات الموالية لحكومة عبد ربه منصور هادي المتمركزة في عدن. بدأ تدخل في اليمن عام 2015، قادته السعودية في تحالف مع تسع دول من الشرق الأوسط وأفريقيا، استجابة لنداءات من الرئيس عبد ربه منصور هادي للحصول على دعم عسكري.
إن الكوليرا عدوى تصيب الأمعاء الدقيقة بسلالات بكتيريا ضمة الكوليرا، وتنتشر غالبًا من طريق المياه غير الآمنة والطعام الملوث ببراز الإنسان الحاوي على البكتيريا. قد تكون الإصابة لا عرضية أو تتسم بأعراض خفيفة إلى شديدة. يتمثل العرض التقليدي بكميات كبيرة من الإسهال المائي يستمر لبضعة أيام. قد يكون الإسهال شديدًا ويؤدي في غضون ساعات إلى الجفاف الشديد واضطراب الكهارل. تشكل المعالجة بالإمهاء الفموي العلاج الأساسي –إعطاء محاليل مالحة وقليلة الحلاوة بدلًا من السوائل العادية. قد نحتاج في الحالات الشديدة إلى إعطاء السوائل وريديًا، وقد تكون المضادات الحيوية مفيدة.
تشمل طرق الوقاية من الكوليرا تحسين الصرف الصحي والحصول على المياه النظيفة. توفر لقاحات الكوليرا الفموية حماية معقولة مدة ستة أشهر تقريبًا. يتوفر لقاحان فمويان: دوكورال وشانشول. تبلغ التكلفة الإجمالية للتطعيم الفموي ضد الكوليرا أقل من 10 دولارات أمريكية للفرد، متضمنةً تكاليف التوصيل.

## التفشي

تصور يوضح تطور فاشية الكوليرا في اليمن، منذ مايو 2017 حتى فبراير 2018.

بدأ تفشي الكوليرا في اليمن في أوائل أكتوبر 2016، «في أعقاب الصراع الأهلي بين المتمردين الحوثيين والنظام اليمني المعترف به دوليًا»، وبحلول يناير 2017، نوه مكتب منظمة الصحة العالمية لشرق المتوسط الإقليمي بغرابة الفاشية من ناحية الانتشار الجغرافي السريع والواسع. يُذكر أن النمط المصلي من ضمة الكوليرا أو1 المسؤول عن الفاشية يحمل اسم أوغاوا Ougawa.
ظهرت الحالات الأولى غالبًا في العاصمة صنعاء، وبعضها حدث في عدن. شهدت نهاية أكتوبر، تسجيل حالات في محافظات البيضاء وعدن والحديدة وحجة وإب ولحج وتعز، والضالع وعمران أيضًا بحلول أواخر نوفمبر. أبلغت 135 مديرية من 15 محافظة عن حالات مشتبه فيها بحلول منتصف ديسمبر، لكن ثلثيها تقريبًا كان محصورًا في عدن والبيضاء والحديدة وتعز. تمركزت 80% من الحالات في 28 مديرية في الضالع والحديدة وحجة ولحج وتعز في منتصف يناير 2017. أبلغت 268 منطقة في 20 محافظة عن وجود إصابات بحلول 21 يونيو 2017؛ سجلت كلها في غرب البلاد، مع وجود أكثر من نصفها من محافظات أمانة العاصمة (العاصمة صنعاء) والحديدة وعمران وحجة. حدثت 77.7% من حالات الكوليرا (339,061 من 436,625) و80.7% من وفياتها (1,545 من 1915) في المحافظات التي يسيطر عليها الحوثيون، مقارنة بوجود 15.4% من الحالات و10.4% من الوفيات في المحافظات التي تسيطر عليها الحكومة.
باستخدام التسلسل الجيني، خلص باحثون في معهد ويلكوم سانغر ومعهد باستير إلى أن سلالة الكوليرا قد نشأت في شرق إفريقيا ونقلها المهاجرون إلى اليمن.

## المراضة والوفيات
أعلنت السلطات اليمنية تفشي الكوليرا في 7 أكتوبر 2016. وصل عدد الوفيات 96 بحلول نهاية ذلك العام.
بعد تفشي المرض في أكتوبر 2016، انخفض معدل الانتشار في معظم المناطق بنهاية فبراير 2017، انخفاض استمر في منتصف مارس 2017، بعد موجة من الطقس البارد. أُبلغ بحلول 26 أبريل 2017 عن عدد حالات إجمالي قدره 25,827 حالة مشتبه بها، بما في ذلك 129 حالة وفاة. عاد عدد الحالات إلى الارتفاع مع موجة ثانية بدأت في 27 أبريل 2017. إن عودة الظهور الدراماتيكية في أبريل 2017 كانت «متزامنة مع هطول أمطار غزيرة لوثت ربما مصادر مياه الشرب، وتفاقمت بسبب تدمير شبكات المياه والصرف الصحي البلدية بسبب الحرب»، وفقًا لقادري وإسلام وكليمنس، في دورية نيو إنغلاند جورنال أوف ميديسين.
أشارت التقارير إلى 74311 حالة مشتبه بها مايو 2017، متضمنة 605 حالة وفاة. قدرت اليونيسف ومنظمة الصحة العالمية حدوث 5000 حالة جديدة يوميًا بحلول شهر يونيو، فضلًا عن تجاوز العدد الإجمالي للحالات في البلاد منذ بدء تفشي المرض عتبة 200,000 حالة، مع 1300 وفاة. ذكرت المنظمتان أن هذه الفاشية «أسوأ فاشية كوليرا في العالم».
وصل عدد الحالات إلى 269,608 حالة بحلول 4 يوليو 2017، مع 1,614 وفاة ومعدل إماتة قدره 0.6%. حدّثت منظمة الصحة العالمية عدد حالات الكوليرا المشتبه بها في 14 أغسطس 2017، ليصل إلى 500,000 حالة. قالت منظمة أوكسفام في عام 2017 إن الفاشية ستصبح أكبر وباء منذ بدء حفظ السجلات، متجاوزًا عدد حالات الكوليرا المسجلة بعد زلزال هاييتي عام 2010 والذي بلغ 754,373. في غضون ستة أشهر، تفوق عدد مرضى الكوليرا في اليمن على عدد مرضى الإجمالي في هاييتي بعد سبع سنوات من الزلزال، إضافة إلى تفاقم الوضع في اليمن بسبب الجوع وسوء التغذية.
في 22 ديسمبر 2017، أفادت منظمة الصحة العالمية أن عدد حالات الكوليرا المشتبه بها في اليمن قد تجاوز المليون حالة.
بحلول أكتوبر 2018، سجلت التقارير أكثر من 1.2 مليون حالة، و2500 وفاة -58% من الأطفال- في فاشية الكوليرا في اليمن؛ وهو أسوأ وباء في التاريخ المسجل، وأسوأ أزمة إنسانية في العالم وفقًا للأمم المتحدة. بلغ العدد الإجمالي التراكمي للحالات المشتبهة 1,371,819 مع 1566 حالة وفاة مرتبطة بين 1 يناير 2018 و31 مايو 2020. انخفض معدل إماتة الحالات من 1% عند بداية الفاشية إلى 0.11% في عام 2020.

## الأسباب والتحديات
نسبت اليونيسف ومنظمة الصحة العالمية تفشي المرض إلى سوء التغذية، وانهيار أنظمة الصرف الصحي والمياه النظيفة نتيجةً للصراع المستمر في البلاد، بالإضافة إلى حوالي 30,000 من العاملين في مجال الرعاية الصحية الذين لم يتقاضوا رواتبهم لمدة تقارب العام. هذه العوامل أدت إلى تأخير برنامج التطعيم، الذي لم يبدأ إلا بعد أن أصيب أكثر من مليون شخص بالفعل.

### الأوضاع قبل الحرب الأهلية
حتى قبل أن تؤثر الحرب الأهلية على اليمن، كانت البلاد تُعاني من ظروف جعلته عرضة لتفشي الكوليرا. كما عانى اليمن، وهو بلد ترتفع فيه معدلات الفقر، من الجفاف المتكرر وضعف توفر المياه، حيث كان حوالي نصف السكان فقط يحصلون على مياه نظيفة وخدمات الصرف الصحي ملائمة قبل الحرب.
أظهرت التقارير انتشارًا مرتفعًا لسوء التغذية بين الأطفال دون سن الخامسة، مما يجعلهم أكثر عرضةً للأمراض؛ حيث تُعد اليمن من الدول التي تسجل أعلى معدلات سوء التغذية بين الأطفال على مستوى العالم. بالإضافة إلى ضعف نظام الرعاية الصحية في البلاد وافتقاره إلى البنية التحتية الضرورية قبل النزاع. على سبيل المثال، قبل اندلاع الحرب، كان ما بين 70-80% من الأطفال يتلقون تطعيمًا ضد الحصبة، لكن نسبة التطعيم تراجعت بحلول نهاية عام 2015.

### الصراع المستمر
بسبب الصراع المستمر في اليمن وما ترتب عليه من نزوح أعداد كبيرة من السكان وضعف توفر الغذاء والمياه النظيفة والسكن والخدمات الصحية بشكل كافٍ، ازدادت الأوضاع الصحية والمعيشية سوءًا عما كانت عليه سابقًا. وقد زادت شدة هذه الأزمات نتيجةً للحصار البحري والجوي. ألحق القصف الجوي أضرارًا بالبنية التحتية للمياه والصرف الصحي، كما دمرت الغارات الجوية العديد من المرافق الصحية في البلاد؛ حيث دُمر نصف مستشفيات البلاد بالكامل إما بسبب الغارات الجوية السعودية، أو استيلاء القوات المتمردة عليها، أو إغلاقها بسبب نقص الكوادر الطبية.
أفادت منظمة أطباء بلا حدود أن غارة جوية تابعة للتحالف العربي في اليمن الذي تقوده السعودية استهدفت مركزًا جديدًا لعلاج الكوليرا تابعًا للمنظمة في مدينة عبس، شمال غربي اليمن. وذكرت المنظمة أنها زودت السلطات السعودية بالإحداثيات الجغرافية للموقع اثني عشرة مرة منفصلة، وتلقت تسعة ردود خطية تؤكد استلام تلك الإحداثيات.
صرح غرانت بريتشارد، المدير المؤقت لمنظمة إنقاذ الطفولة في اليمن، في أبريل 2017 قائلًا: مع توفر الأدوية المناسبة، يمكن علاج هذه الأمراض بشكل كامل، ولكن التحالف الذي تقوده السعودية يمنع وصول تلك الأدوية.

### أنظمة إدارة مياه الصرف الصحي والنفايات الصلبة

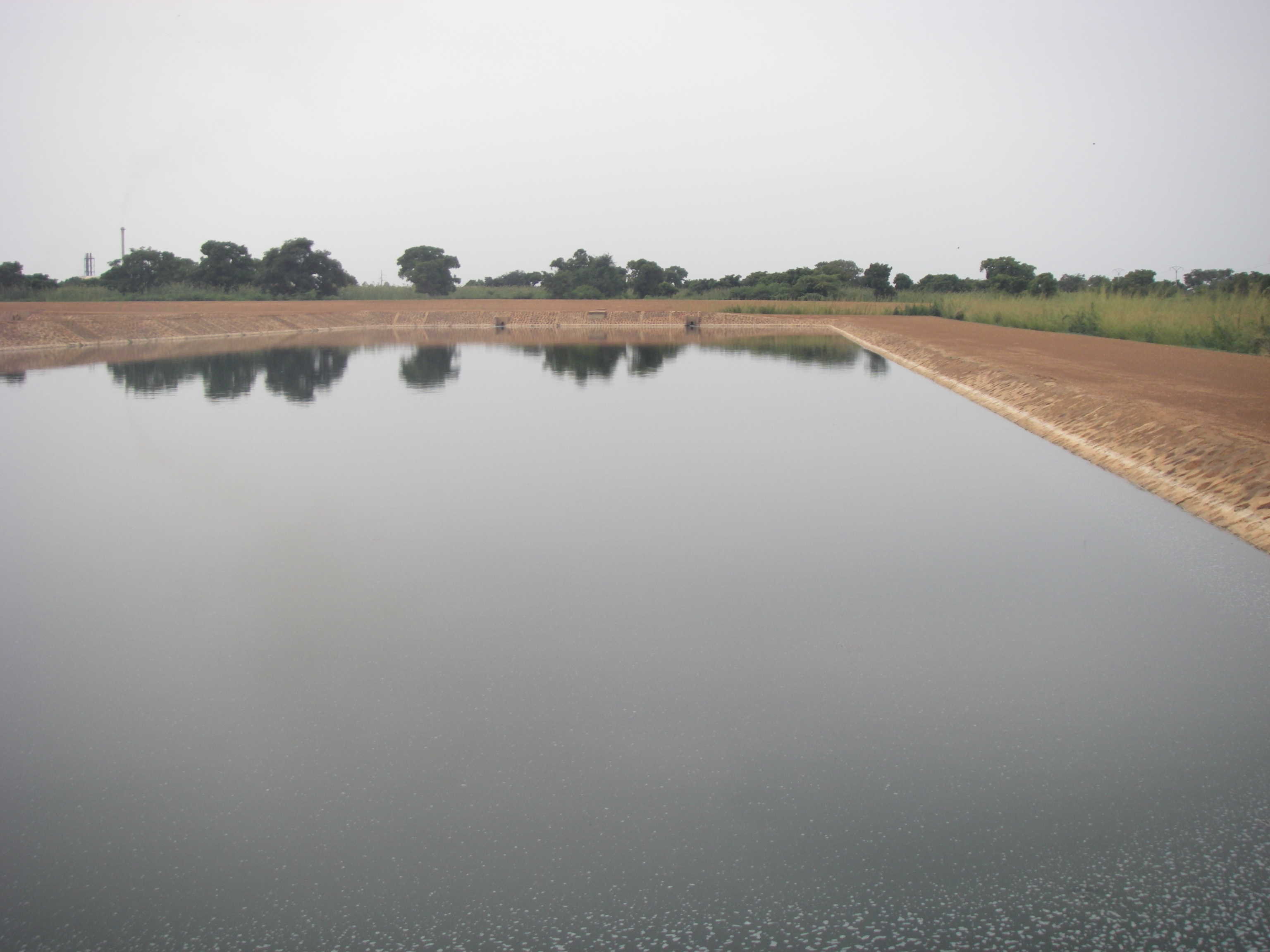
تُستخدم برك معالجة المياه العادمة عمومًا كعلاج أولي، وهي غير فعّالة في إزالة العوامل المسببة للعدوى بالكامل.

تُعد أنظمة إدارة مياه الصرف الصحي والنفايات الصلبة في اليمن الأقل تطورًا بين دول الشرق الأوسط، مما كان سببًا رئيسيًا في تفشي الكوليرا. على الرغم من وجود 16 محطة لمعالجة مياه صرف صحي (STPs) في البلاد، إلا أن هذه الأنظمة غير قادرة على تلبية احتياجات السكان المتزايدة، حيث تخدم فقط 7% من المواطنين. كما أن معدلات تدفق المياه عبر محطات المعالجة تفوق قدرتها الاستيعابية، مما يقلل من كفاءتها.
بالإضافة إلى التقنيات المعتمدة في معالجة المياه العادمة تفتقر إلى الكفاءة اللازمة، حيث تعتمد 68% من محطات المعالجة على بِرك تثبيت النفايات فقط، وهي تقنية تُستخدم عادةً في المرحلة الأولية للمعالجة، لإزالة مسببات الأمراض من المياه العادمة. أدى ذلك إلى وجود كميات كبيرة من العوامل الممرضة في المياه المعالجة، مما يشكل خطرًا على الصحة العامة ويعزز احتمالية انتشار الكوليرا.
علاوة على ذلك، كثيرًا ما يُعاد استخدام مياه الصرف الصحي في اليمن لأغراض الري من قبل المُزارعين بسبب عدم الوعي بمخاطر السلامة المرتبطة بها. تحتوي هذه المياه على تركيزات عالية من بكتيريا الإشريكية القولونية ومعوية البراز والكَلِبسية الرئوية والأمعائية المرياحة والسلمونيلا التيفية والشيغيلة السونية بالإضافة إلى غيرها من القولونيات البرازية الضارة، مما يعرض البشر للخطر عند تناول الأطعمة المروية بها.
تُنشأ مواقع رسمية لإلقاء النفايات الصلبة بالقرب من المناطق السكنية بشكل متزايد، مما يزيد من خطر الإصابة بالعدوى والمشاكل الصحية بين السكان. ويزداد هذا الخطر خصوصًا بالنسبة لحوالي 70% من السكان الذين لا يتوفر لديهم مياه صالحة للشرب، حيث يعتمدون على المياه من الآبار القريبة من مواقع التخلص من النفايات.

### النينا

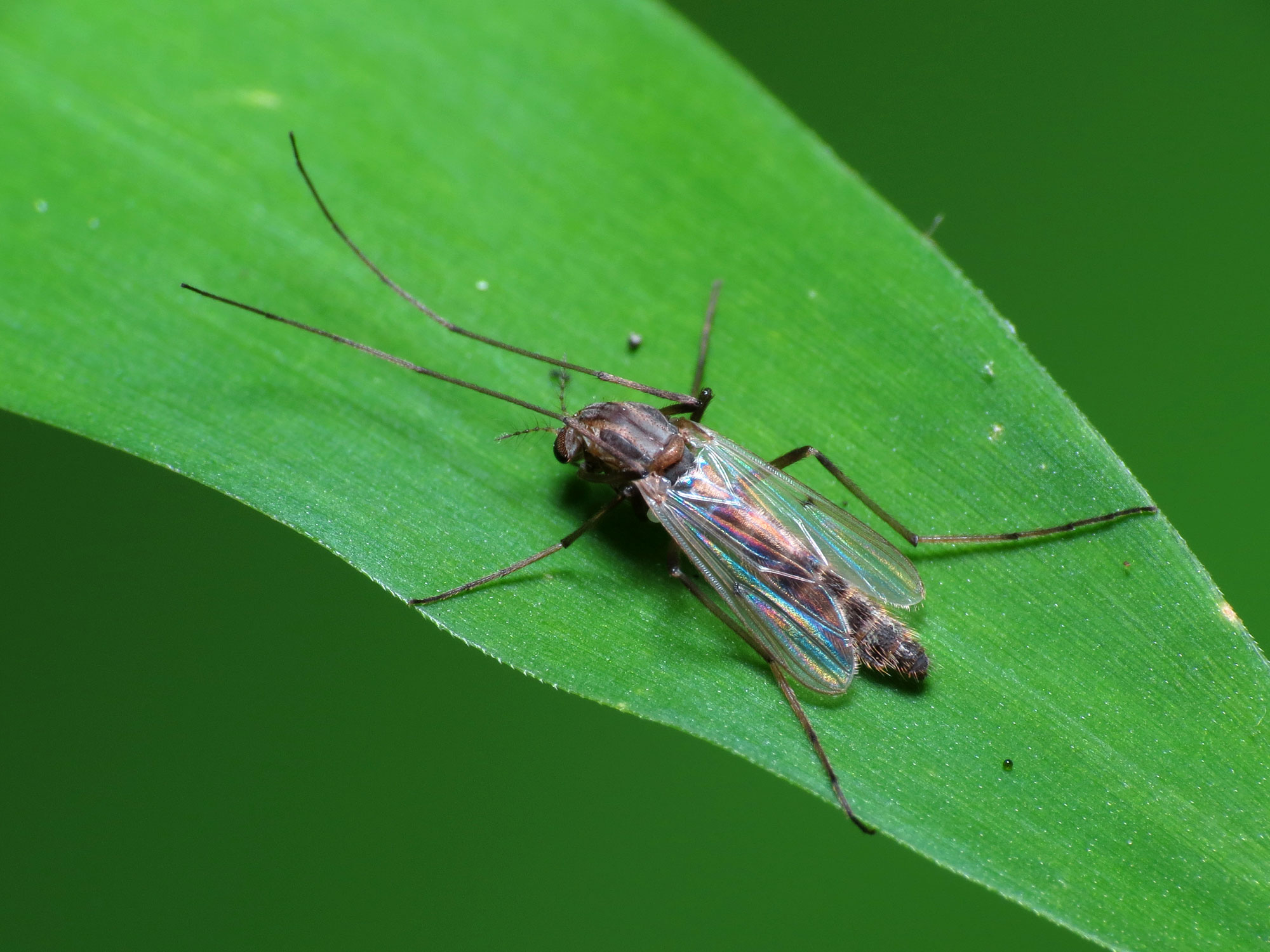
حشرة الكيرونوميد البالغة

تُعد ظاهرة النينيو–التذبذب الجنوبي أحد العوامل الرئيسية التي تؤثر على تقلب المناخ، مما يرتبط بشكلٍ مباشر بالنتائج الصحية. بما في ذلك تأثيرها على انتشار الكوليرا بسبب التغيرات في أنماط هطول الأمطار. على سبيل المثال، شهدت مناطق في شرق إفريقيا زيادة في حالات الكوليرا، سواء في المناطق التي شهدت زيادة في الأمطار أو حتى في تلك التي عانت من انخفاض في هطولها. خلال حدوث النينيو في عامي 2015-2016، سُجلت 50,000 حالة إضافية من الكوليرا في شرق إفريقيا. استنادًا إلى الأبحاث الجينية، وُجد ارتباط بين الوباء الذي انتشر في اليمن بدءًا من عام 2016 والأوبئة السابقة في شرق إفريقيا، مما يشير إلى وجود صلة محتملة بين انتشار الكوليرا في كلا المنطقتين. تُعتبر حشرات الهاموشيات خزانات طبيعية والناقلات لبكتيريا الضمة الكوليرية. أُشير إلى أنَّ الهاموشيات البالغة قد تنقل البكتيريا جويًا بين المسطحات المائية، مما يساعد في انتقال الكوليرا. استنادًا إلى هذه الأدلة، يُفترض أن حالات النينيو فوق خليج عدن أسهمت في انتقال الكوليرا من القرن الإفريقي إلى اليمن من خلال تأثير الرياح على الحشرات الطائرة المعدية بالكوليرا.

### انهيار الخدمات الصحية والبنية التحتية
اعتبارًا من عام 2016، أوقفت الحكومة تمويل القطاع الصحي، مما أدى إلى عدم حصول العديد من الموظفين على رواتبهم. وقد تفاقمت آثار تفشي المرض نتيجة انهيار خدمات الصحة في اليمن، حيث ظل العديد من العاملين في القطاع الصحي بدون أجر لعدة أشهر. كما ساهم إضراب عمال النظافة الذي استمر لعدة أشهر بسبب عدم دفع الأجور إلى تراكم النفايات وتلويث مصادر المياه، مما يزيد من خطر انتشار الأمراض.
أشار قدري وإسلام وكليمنس إلى أن الارتفاع الكبير في حالات الإصابة في أبريل 2017 تزامن مع هطول أمطار غزيرة، وزاد الوضع سوءًا بسبب الدمار الذي لحق بأنظمة المياه والصرف الصحي نتيجةً للحرب. كما ذكر أحد العاملين في اللجنة الدولية للصليب الأحمر (ICRC) في اليمن، أن عودة الكوليرا في أبريل بدأ بعد عشرة أيام من توقف نظام الصرف الصحي في صنعاء عن العمل.
ذُكر في مقال نشر في مجلة فرونتيرز إن ببلك هيلث:
أن نظام معالجة المياه العادمة غير فعال والصراع المستمر ونقص مرافق الرعاية الصحية، من الأسباب الرئيسية التي تسهم في تفشي الوباء. بالإضافة إلى ذلك، يُعتبر سوء التغذية، وهو أحد النتائج الرئيسية للحرب في اليمن، عاملاً آخر ساهم بشكل كبير في انتشار هذا المرض.

### موسم الأمطار
تظهر النمذجة الوبائية لتفشي المرض من أكتوبر 2016 إلى يناير 2017، بالاعتماد على بيانات الطقس المستمدة من صور الأقمار الصناعية، أن هطول الأمطار كان له تأثير كبير في زيادة فرص انتقال العدوى. وقد تزامن موسم الأمطار في أبريل 2017 مع بداية الموجة الثانية من التفشي، التي بلغت أكثر من 50,000 حالة أسبوعيًا. تساهم جغرافية اليمن، وخاصة الهضبة الجبلية الغربية التي تشهد هطول أمطار غزيرة، في زيادة خطر ارتفاع حالات الكوليرا بسبب هذه التساقطات.

### نقص التطعيم
أعلنت المجموعة الدولية المنسقة لتوفير اللقاحات (ICG)، التي تدير مخزونات اللقاحات الخاصة بالكوليرا، في يونيو 2017 عن خطة لإرسال مليون جرعة من لقاح الكوليرا الفموي (OCV) إلى اليمن، إلا أن هذه الخطة تعثرت بسبب مجموعة من العوامل. كان هناك مجموعة من التساؤلات المثيرة للجدل حول ما إذا كانت اللقاحات هي الاستراتيجية الأفضل لمواجهة المرض، وما إذا كان قد فات الأوان لبدء حملة تطعيم، بالإضافة إلى تساؤلات حول ما إذا كانت المخزونات الحالية اللقاح كافية لتلبية الاحتياجات العالمية، وما إذا كانت جميع الحالات المبلغ عنها في اليمن هي حالات حقيقية أم مجرد حالات إسهال أو أعراض مشابهة للكوليرا، ومدى فعالية اللقاح. في النهاية، سُحب طلب اللقاح، مما أدى إلى توقف خطة إرسال اللقاحات بشكل كامل.
في مايو 2018، أُطلقت أول حملة للتطعيم بلقاح الكوليرا الفموي (OCV) في اليمن. قامت منظمة الصحة العالمية واليونيسف بتوزيع اللقاحات الفموية على 540,000 شخص في أغسطس 2018.
ذكر فريدريك فيدرسبيل ومحمد علي في مقالتهما المنشورة في مجلة بي إم سي للصحة العامة:
أنه لم تُسلّم لقاحات الكوليرا الفموية (OCVs) إلا بعد حوالي 3 سنوات ونصف من بدء هذه الأزمة الإنسانية، ويُعزى ذلك على الأرجح إلى استمرار النزاع، والظروف اللوجستية وحجم الوباء وضعف الاستجابة الإنسانية من الأطراف المعنية، بالإضافة إلى بعض الإهمال من المانحين والسياسيين وصانعي القرار. بغض النظر عن الأسباب، لم تُوزع اللقاحات إلا بعد حوالي 16 شهرًا من بدء تفشي الكوليرا، حيث تجاوز عدد الحالات المسجلة مليون حالة في ذلك الوقت. كما لم تكن اللقاحات متوفرة خلال العامين السابقين لتفشي الوباء، بعد أن تعرضت البنية التحتية للمياه والصرف الصحي للانهيار. يجب أن تُعتبر هذه الحالة مثالًا تاريخيًا على الفشل في السيطرة على انتشار الكوليرا على الرغم من وجود جميع الإمكانيات المتاحة. اليوم، "تعتبر تفشيات الكوليرا قابلة للاحتواء بالكامل" (تحرير مجلة ذا لانسيت، 2017).

### كوفيد 19
تُعتبر جائحة كوفيد-19 في اليمن جزءًا من الجائحة العالمية لمرض فيروس كورونا 2019. حتى 12 نوفمبر 2020، كان هناك 2,070 حالة مؤكدة و602 وفاة. زادت هذه الجائحة أعباءً جديدة على نظام الرعاية الصحية الذي كان متدهورًا بالفعل وغير قادر على مواجهة الأعباء الناتجة عن الأمراض المتعددة التي تنتشر في البلاد، مثل الكوليرا وحمى الضنك والملاريا. تعمل فقط نصف المرافق الصحية بشكلٍ كامل، في حين يحتاج أكثر من 17.9 مليون شخص من أصل 30 مليون إلى خدمات الرعاية الصحية في عام 2020. بالإضافة إلى ذلك، تعاني المرافق الصحية التي لا تزال مفتوحة من نقص حاد في الكوادر الطبية والأدوية الأساسية والإمدادات الضرورية مثل الكمامات والقفازات. كما أن القيود المفروضة على الرحلات الجوية إلى اليمن بسبب الجائحة أعاقت قدرة عمال الإغاثة على تلبية احتياجات الأزمة الإنسانية المتفاقمة.

## النشاط الإنساني
حتى عام 2018، قامت العديد من المنظمات الإنسانية بتكثيف جهودها للحد من تفشي الكوليرا. دعمت اللجنة الدولية للصليب الأحمر سبعة عشر مركزًا لعلاج الكوليرا، من خلال تزويدها باللوازم الضرورية مثل السوائل الوريدية وأدوات العلاج بالإمهاء الفموي والمضادات الحيوية وأقراص الكلور، بالإضافة إلى إرسال مهندسين للمساعدة في إعادة تأهيل نظام توزيع المياه في اليمن. كما زودت لجنة الإنقاذ الدولية سبعة مستشفيات بالأدوية والمستلزمات الطبية، ونشرت فرقًا صحية ودربت المتطوعين، وقدمت خدمات صحية وتغذوية وساعدت في إحالة الأطفال الذين يعانون من سوء التغذية إلى المراكز المناسبة.
قامت منظمة الصحة العالمية بتنظيم وتنسيق الجهود بين 40 منظمة مختلفة تعمل في مجال الرعاية الصحية في اليمن، حيث تعاونت هذه المنظمات مع وحدات الصحة والمياه والصرف الصحي (WaSH) لدراسة إمكانية استخدام لقاحات الكوليرا الفموية (OCVs) كوسيلة للحد من تفشي المرض. أفادت منظمة الصحة العالمية بأنها تدير 414 مرفقًا صحيًا، مع 406 فريق طبي يعمل في 323 منطقة، بما في ذلك 36 مركزًا مخصصًا لعلاج الكوليرا. كما قامت بتدريب 900 عامل صحي وافتتحت 139 موقعًا مخصصًا لمعالجة الجفاف عن طريق الفم، حيث عُولج من المرض 700,000 حالة مسجلة. نظمت اليونيسف حملات توعوية شارك فيها 20,000 شخص، لتثقيف المجتمع حول الكوليرا وطرق الوقاية منها، وقامت بتزويد أكثر من مليون شخص بمياه صالحة للشرب، كما تولت قيادة جهود الصحة والمياه والصرف الصحي (WaSH)، ووزعت 40 طنًا من المعدات الطبية، بما في ذلك الأدوية ومحلول الإمهاء الفموي وسوائل IV، وأطقم معالجة الإسهال.
من جهتها، أفادت منظمة أطباء بلا حدود بأنها قدمت العلاج لأكثر من 103,000 شخص في 37 موقعًا مختلفًا.

## الاستجابات العالمية

### كندا
أعلنت كندا في 2 يونيو 2020 عن تقديم 40 مليون دولار كمساعدات إنسانية لليمن، لدعمه في مواجهة الأزمات الصحية مثل الكوليرا والملاريا وحمى الضنك والدفتيريا، بالإضافة إلى فيروس كوفيد-19. وبهذا يصل إجمالي مساهمات كندا لليمن منذ عام 2015 إلى 220 مليون دولار، مما يسهم في تحقيق الهدف المتمثل في جمع 2.4 مليار دولار لتمويل البرامج الإنسانية التي تعاني من نقص التمويل والتي تديرها وكالات الأمم المتحدة والمنظمات الإنسانية في اليمن.

### المملكة العربية السعودية
تدعم المملكة العربية السعودية الحكومة اليمنية في مواجهة الحوثيين، وهي أيضًا من أبرز المساهمين في عمليات المساعدات الإنسانية التي تنظمها الأمم المتحدة في اليمن. في 23 يونيو 2017، أذن ولي العهد السعودي محمد بن سلمان، بتقديم تبرع يزيد عن 66 مليون دولار لمساعدة اليمن في مواجهة الكوليرا.
كما أعلن محمد الجابر السفير السعودي في اليمن، عن تقديم نصف مليار دولار من السعودية لدعم برامج الأمم المتحدة في عام 2020.

### الأمم المتحدة
عُقد مؤتمر للمساعدات في جنيف في أبريل 2017 حيث جُمع نصف المبلغ الذي قدرت الأمم المتحدة احتياجه وهو 2.1 مليار دولار.
حتى 8 يوليو 2019، كانت الأمم المتحدة وشركاؤها يديرون 1200 مرفق لعلاج الكوليرا في جميع أنحاء البلا، إلا أن نقص التمويل يمثل تحديًا كبيرًا. كانت خطة الاستجابة الإنسانية لعام 2019 بحاجة إلى 4.2 مليار دولار لتوفير المساعدات اللازمة، لكنهم حصلوا في النهاية على 3.6 مليار دولار فقط. بالنسبة لخطة عام 2020، حصلت الأمم المتحدة حتى الآن على 15% من المبلغ المطلوب البالغ 3.5 مليار دولار.

### الولايات المتحدة الأمريكية
أعلنت الولايات المتحدة في 3 أبريل 2018، عن تخصيص 87 مليون دولار كمساعدات إنسانية إضافية لمساعدة الشعب اليمني، مما رفع إجمالي مساعداتها منذ عام 2017 إلى أكثر من 854 مليون دولار. ستُستخدم هذه الأموال لتوفير المساعدة الغذائية والمياه الصالحة للشرب، والملاجئ في حالات الطوارئ والإمدادات الطبية. كما تخطط الولايات المتحدة لتقديم 55 مليون دولار كمساعدات اقتصادية وتنموية، بما في ذلك برامج لدعم سبل العيش وإعادة بناء البنية التحتية، وإعادة فتح المدارس وتوفير الفرص للطلاب للوصول إلى التعليم.
في 27 مارس 2020، قامت إدارة ترامب بتخفيض 70 مليون دولار من المساعدات المخصصة لشمال اليمن، معتبرة أن هذا التخفيض جاء ردًا على تدخل الحوثيين. وقد أعرب المسؤولون الأمريكيون عن قلقهم من أن هذه المساعدات كانت تُوجه إلى المقاتلين بدلاً من المدنيين. وفي الوقت نفسه، واصلت المناطق الجنوبية من اليمن ذات الأقل كثافة سكانية، تلقي المساعدات المالية.

### المملكة المتحدة
تعد حكومة المملكة المتحدة واحدة من أكبر المانحين في مجال المساعدات الإنسانية لليمن، حيث خصصت 139 مليون جنيه إسترليني في عام 2017-2018، منها 8 مليون جنيه إسترليني مخصصة بشكل خاص لمكافحة الكوليرا. تعاونت المملكة المتحدة مع منظمات مثل اليونيسف ومنظمة الهجرة الدولية لمكافحة مرض الكوليرا في اليمن. تشمل الاستجابة الإنسانية التي قدمتها المملكة المتحدة لليمن الدعم الغذائي وتوفير المياه النظيفة وخدمات الصرف الصحي والإمدادات الطبية مثل أقراص الكلور وأدوات النظافة. كما عملت وزارة التنمية الدولية البريطانية (DFID) مع مكتب الأرصاد الجوية ووكالة ناسا وعلماء أمريكيين لتطوير نموذج يمكنهم من التنبؤ والاستجابة بفعالية لتفشي الكوليرا. دعت وزيرة التنمية الدولية بريتي باتيل، المجتمع الدولي إلى اتباع خطوات الحكومة البريطانية للحد من تفشي الكوليرا.

### البنك الدولي
في 25 أغسطس 2017، أعلن البنك الدولي عن تخصيص 200 مليون دولار أمريكي لدعم اليمن في جهوده للحد من تفشي الكوليرا. ستُستخدم هذه المبالغ لتعزيز أنظمة الصحة والمياه والصرف الصحي في البلاد.

## الإحصائيات
قدمت منظمة الصحة العالمية تحديثات منتظمة حول تفشي الكوليرا في اليمن حتى أغسطس 2020. بعد ذلك، شهدت أعداد الحالات والوفيات انخفاضًا ملحوظًا، حيث سُجلت في عام 2020 نحو 230,540 حالة مشتبه بها و84 حالة وفاة. ومن 1 يناير إلى 6 مارس 2021، سجلت 5,676 حالة مشتبه بها مع حالتي وفاة. وعلاوة على ذلك، أفادت منظمة اليونيسف بأنه في عام 2021 تلقى أكثر من 190,000 طفل على لقاح الكوليرا، مما حقق تغطية بنسبة 94%.
| التاريخ    | حالات الكوليرا المشتبه بها | الوفيات المرتبطة بالكوليرا | المصادر |
| ---------- | -------------------------- | -------------------------- | ------- |
| 2016-10-10 | 11                         | 0                          | [ 74 ]  |
| 2016-10-13 | 186                        | 0                          | [ 75 ]  |
| 2016-10-23 | 644                        | 3                          | [ 76 ]  |
| 2016-10-30 | 1,410                      | 45                         | [ 77 ]  |
| 2016-10-31 | 2,241                      | 47                         | [ 78 ]  |
| 2016-11-06 | 2,733                      | 51                         | [ 78 ]  |
| 2016-11-17 | 4,825                      | 61                         | [ 79 ]  |
| 2016-11-24 | 6,119                      | 68                         | [ 80 ]  |
| 2016-12-01 | 7,730                      | 82                         | [ 81 ]  |
| 2016-12-08 | 8,975                      | 89                         | [ 82 ]  |
| 2016-12-13 | 10,148                     | 92                         | [ 83 ]  |
| 2016-12-28 | 12,733                     | 97                         | [ 84 ]  |
| 2017-01-10 | 15,468                     | 99                         | [ 85 ]  |
| 2017-01-18 | 17,334                     | 99                         | [ 86 ]  |
| 2017-02-26 | 20,583                     | 103                        | [ 87 ]  |
| 2017-03-07 | 22,181                     | 103                        | [ 88 ]  |
| 2017-03-21 | 23,506                     | 108                        | [ 89 ]  |
| 2017-04-27 | 26,070                     | 120                        | [ 90 ]  |
| 2017-05-20 | 49,495                     | 362                        | [ 91 ]  |
| 2017-06-10 | 96,219                     | 746                        | [ 92 ]  |
| 2017-06-15 | 140,116                    | 989                        | [ 93 ]  |
| 2017-06-22 | 185,301                    | 1,233                      | [ 94 ]  |
| 2017-06-29 | 224,989                    | 1,416                      | [ 95 ]  |
| 2017-07-06 | 275,987                    | 1,634                      | [ 96 ]  |
| 2017-07-18 | 351,045                    | 1,790                      | [ 97 ]  |
| 2017-07-27 | 408,583                    | 1,885                      | [ 98 ]  |
| 2017-10-26 | 862,858                    | 2,177                      | [ 99 ]  |
| 2017-12-19 | 1,009,554                  | 2,345                      | [ 101 ] |
| 2018-01-18 | 1,061,746                  | 2,364                      | [ 102 ] |
| 2018-02-01 | 1,072,744                  | 2,368                      | [ 103 ] |
| 2018-03-01 | 1,089,856                  | 2,378                      | [ 104 ] |
| 2018-04-05 | 1,112,175                  | 2,391                      | [ 105 ] |
| 2018-05-03 | 1,116,350                  | 2,395                      | [ 106 ] |
| 2018-05-20 | 1,126,790                  | 2,411                      | [ 100 ] |
| 2018-07-01 | 1,141,448                  | 2,430                      | [ 107 ] |
| 2018-09-23 | 1,233,666                  | 2,630                      | [ 108 ] |
| 2018-10-21 | 1,291,550                  | 2,604                      | [ 109 ] |
| 2018-11-11 | 1,303,839                  | 2,614                      | [ 110 ] |
| 2018-11-25 | 1,317,319                  | 2,625                      | [ 111 ] |
| 2018-12-09 | 1,329,285                  | 2,641                      | [ 112 ] |
| 2018-12-16 | 1,341,020                  | 2,666                      | [ 113 ] |
| 2018-12-30 | 1,350,139                  | 2,682                      | [ 114 ] |
| 2019-01-06 | 1,359,279                  | 2,694                      | [ 115 ] |
| 2019-01-13 | 1,367,849                  | 2,703                      | [ 116 ] |
| 2019-01-20 | 1,376,488                  | 2,708                      | [ 117 ] |
| 2019-02-03 | 1,383,907                  | 2,716                      | [ 118 ] |
| 2019-02-17 | 1,390,625                  | 2,724                      | [ 119 ] |
| 2019-04-07 | 1,420,393                  | 2,775                      | [ 120 ] |
| 2019-04-14 | 1,448,233                  | 2,823                      | [ 121 ] |
| 2019-04-28 | 1,470,735                  | 2,873                      | [ 122 ] |
| 2019-05-05 | 1,488,906                  | 2,886                      | [ 123 ] |
| 2019-05-12 | 1,505,610                  | 2,898                      | [ 124 ] |
| 2019-05-19 | 1,522,437                  | 2,916                      | [ 125 ] |
| 2019-05-26 | 1,539,305                  | 2,928                      | [ 126 ] |
| 2019-06-02 | 1,555,073                  | 2,944                      | [ 127 ] |
| 2019-06-09 | 1,572,731                  | 2,955                      | [ 128 ] |
| 2019-06-16 | 1,592,995                  | 2,970                      | [ 129 ] |
| 2019-06-23 | 1,613,872                  | 2,989                      | [ 130 ] |
| 2019-06-30 | 1,635,737                  | 3,002                      | [ 131 ] |
| 2019-07-07 | 1,657,286                  | 3,020                      | [ 132 ] |
| 2019-07-21 | 1,676,745                  | 3,031                      | [ 133 ] |
| 2019-07-28 | 1,694,765                  | 3,045                      | [ 134 ] |
| 2019-08-04 | 1,711,380                  | 3,055                      | [ 135 ] |
| 2019-08-11 | 1,727,688                  | 3,069                      | [ 136 ] |
| 2019-08-18 | 1,743,984                  | 3,077                      | [ 137 ] |
| 2019-08-25 | 1,761,482                  | 3,089                      | [ 138 ] |
| 2019-09-01 | 1,780,028                  | 3,099                      | [ 139 ] |
| 2019-09-29 | 1,796,653                  | 3,114                      | [ 140 ] |
| 2019-10-06 | 1,813,480                  | 3,127                      | [ 141 ] |
| 2019-10-13 | 1,827,904                  | 3,143                      | [ 142 ] |
| 2019-10-20 | 1,842,251                  | 3,151                      | [ 143 ] |
| 2019-10-27 | 1,855,175                  | 3,161                      | [ 144 ] |
| 2019-11-03 | 1,864,556                  | 3,167                      | [ 145 ] |
| 2019-11-10 | 1,875,918                  | 3,170                      | [ 146 ] |
| 2019-11-17 | 1,887,449                  | 3,174                      | [ 147 ] |
| 2019-12-01 | 1,898,236                  | 3,176                      | [ 148 ] |
| 2019-12-22 | 1,907,658                  | 3,178                      | [ 149 ] |
| 2019-12-29 | 1,916,811                  | 3,181                      | [ 150 ] |
| 2020-01-05 | 1,925,087                  | 3,184                      | [ 151 ] |
| 2020-01-12 | 1,932,798                  | 3,188                      | [ 152 ] |
| 2020-01-26 | 1,940,893                  | 3,192                      | [ 153 ] |
| 2020-05-17 | 1,944,360                  | 3,192                      | [ 154 ] |
| 2020-05-24 | 1,946,84                   | 3,192                      | [ 155 ] |
| 2020-05-31 | 1,949,920                  | 3,192                      | [ 156 ] |
| 2020-06-07 | 1,953,033                  | 3,194                      | [ 157 ] |
| 2020-06-14 | 1,956,124                  | 3,198                      | [ 158 ] |
| 2020-06-21 | 1,959,308                  | 3,198                      | [ 159 ] |
| 2020-06-28 | 1,962,357                  | 3,199                      | [ 160 ] |
| 2020-07-12 | 1,965,664                  | 4,001                      | [ 161 ] |
| 2020-07-19 | 1,968,536                  | 4,001                      | [ 162 ] |
| 2020-07-26 | 1,971,551                  | 4,001                      | [ 163 ] |
| 2020-08-02 | 1,973,697                  | 4,002                      | [ 164 ] |
| 2020-08-16 | 1,975,403                  | 4,002                      | [ 165 ] |
| 2021-04-30 | 5120                       | 3                          | [ 166 ] |

1. ↑  بدأت منظمة الصحة العالمية في ديسمبر 2017 بتسجيل حالات الكوليرا اعتبارًا من 27 أبريل 2017 بدلاً من أكتوبر 2016.[100] وقد نتج عن ذلك إضافة 26,070 حالة غير مؤكدة للكوليرا و120 وفاة اعتبارًا من ديسمبر.[101]
2. ↑  ابتداءً من 8 نوفمبر 2018، قررت منظمة الصحة العالمية تعديل طريقة تسجيل حالات الكوليرا، حيث بدأت حساب الحالات اعتبارًا من 1 يناير 2018 بدلاً من 27 أبريل 2017.[109] ونتيجة لهذا التغيير، أضافت 1,048,701 حالة كوليرا غير مؤكدة و2358 حالة وفاة منذ 21 أكتوبر.